# Quel che resta del giorno (film)
Quel che resta del giorno (The Remains of the Day) è un film del 1993 diretto da James Ivory, tratto dal romanzo omonimo di Kazuo Ishiguro (1989).
Alla 66ª edizione degli Oscar, venne candidato ad otto premi (tra cui miglior film), non aggiudicandosi però alcuna statuetta. Anthony Hopkins venne premiato con il BAFTA e il National Board of Review al miglior attore, ricevendo inoltre una nomination agli Oscar.

## Trama
La storia viene raccontata nel 1956 dal protagonista James Stevens, il quale, durante un viaggio, ripercorre, facendo un bilancio, i momenti più significativi della propria vita.
Nella magione di Darlington Hall, negli anni '30 del Novecento, estremamente compìto e molto compenetrato nel proprio ruolo, il maggiordomo Stevens conduce la servitù della casa dello scapolo Lord Darlington con impeccabile professionalità. Apparentemente privo di sentimenti personali, votato solo al servizio verso il padrone, sacrifica al proprio lavoro qualunque aspirazione personale. Sotto la sua direzione, il ménage di casa Darlington procede con la precisione di un orologio svizzero, con piena soddisfazione del lord, che stima e rispetta il suo collaboratore, tenendolo tuttavia a debita distanza, cosa che, comunque, non amareggia Stevens. Anche l'arrivo della nuova governante, Sally Kenton, donna esperta ed intelligente, non muta la situazione, salvo il generarsi di qualche piccola scintilla fra i due, data la somiglianza delle loro puntigliose personalità.
Anche la morte del padre di Stevens, ex-maggiordomo in altra casa e ora aiutante in casa Darlington, non scuote l'aplomb del figlio. Il fatto avviene durante un importantissimo ricevimento politico, al quale lord Darlington tiene molto (molti degli ospiti, eminenti personaggi politici inglesi e stranieri, risiedono per l'occasione nella splendida magione), mentre Stevens dirige perfettamente tutta l'organizzazione dell'ospitalità. Il padre muore in solitudine, nella sua camera nel sottotetto, nella zona riservata alla servitù. La governante avvisa il maggiordomo dell'avvenuto decesso, esortandolo a rendere l'estremo saluto al padre, ma Stevens cortesemente declina l'invito, adducendo il motivo che il servizio che sta svolgendo è più importante.
Un notevole aiuto nei vari frangenti del lavoro viene dalla governante, la quale, con il passare delle stagioni, lentamente matura un sentimento per Stevens e cerca di farglielo intuire con omaggi floreali e altre piccole attenzioni, ma questi, anche se non insensibile, non lascia trasparire alcun interesse; nella sua concezione della vita di maggiordomo non vi è spazio per i sentimenti personali, ed egli oppone a questa situazione, per lui terribilmente imbarazzante, una impenetrabile maschera di austerità. Stanca di tanta (apparente) freddezza, la governante se ne va, accettando la proposta di matrimonio di un altro domestico, mister Benn, che presta servizio presso un'altra casa, con il quale spera di aprire un piccolo albergo in una cittadina di villeggiatura vicina al mare. Stevens rimane amareggiato dalla notizia, ma non esterna alcun sentimento, anche quando vede miss Kenton in lacrime, il che lascia intendere la disperazione di lasciarlo per sempre.
Stevens ostenta freddezza per non risolvere le proprie crisi, tacita le passioni, l'amore e i dolori, sfoggiando durante ogni occasione una professionale e studiata indifferenza. Nel frattempo imponenti nubi si addensano sull'Europa: siamo alla vigilia della Seconda guerra mondiale e lord Darlington, politicamente schierato all'estrema destra e permeato di sentimenti politici filogermanici, licenzia due cameriere in base a pregiudizio razziale, poiché ebree.
Il lord cerca in tutti i modi di ricomporre la frattura fra la Gran Bretagna di Neville Chamberlain e la Germania di Hitler. La presenza di ultraconservatori a casa di lord Darlington si intensifica e questi organizza in extremis persino un incontro fra il primo ministro inglese e l'ambasciatore tedesco a Londra, tenuto nel massimo segreto nella magione. Tutto, però, si rivelerà inutile. Quando il figlioccio di Lord Darlington, giornalista, ospite in casa quella sera, è curioso di sapere che cosa Stevens possa pensare di queste frequentazioni, e gli chiede di esprimere la sua opinione, il maggiordomo risponde che nelle sue mansioni non c'è il dovere di ascoltare e, dato che il proprio padrone è un uomo superiore, non solo per ceto e ricchezza ma anche per levatura morale, egli non ha bisogno di giudicarlo. Qui si rivela un tratto caratteristico della cieca fedeltà del maggiordomo: davanti alle discutibili scelte di gestione della servitù e di vita sociale del padrone, il servitore sospende il proprio giudizio.
Dopo la guerra, lord Darlington viene bollato dalla stampa inglese come filonazista e collaborazionista; una sua citazione per diffamazione contro l'ennesima accusa giornalistica viene respinta dal giudice, dando così ragione a quanto pubblicato su di lui dai giornali. Amareggiato dalle accuse infamanti rivoltegli e dall'ostracismo che gli viene riservato, lord Darlington muore in solitudine, privo di eredi. Darlington Hall rimane invenduta e sembra destinata a essere distrutta per rivendere i materiali di recupero a un imprenditore edilizio, quando l'acquista il ricco politico statunitense Jack Lewis, che era già stato ospite, prima della guerra, del precedente proprietario lord Darlington in qualità di delegato degli Stati Uniti.
Dopo 20 anni, nel 1956, la narrazione torna al presente quando Stevens contatta la signora Kenton, che nel frattempo ha divorziato e che lo invita ad un incontro. I due si vedono per un tè, trascorrendo qualche ora nel ricordo dei tempi andati, entrambi assumendo un comportamento cordialmente formale che non indulge ad alcun sentimentalismo. L'incontro sembrerebbe avere una svolta quando, dopo aver riconosciuto l'errore di non avere seguito la via suggerita dal cuore, la signora Kenton esprime il desiderio di ritornare a lavorare come governante. Si accende una speranza per Stevens, ma la signora Kenton soggiunge che non vuole tornare a Darlington Hall perché è troppo distante dal luogo dove vive ora e l'allontanerebbe dal proprio impegno di nonna. I due si lasciano con un sincero e caloroso saluto, seppur nei limiti consentiti al carattere distaccato di Stevens, e un pianto della donna, senza che l'incontro abbia quindi sortito alcun effetto per il loro reciproco futuro.
Stevens torna a casa solo, apprestandosi a servire fedelmente e con la solita professionalità il nuovo padrone di Darlington Hall. Nella scena finale si vede un piccione entrare all'improvviso nel salone in allestimento e mentre il padrone e Stevens riescono a ridare la libertà all'animale facendolo uscire da una finestra, il film si conclude con la vetrata che si chiude, suggerendo che anche l'ultima speranza di libertà dell'ormai vecchio maggiordomo sia sfumata.

## Critica
Il film ottenne un buon successo sia a livello nazionale sia internazionale, incassando, al box office USA 21,9 milioni di dollari. Il film è stato inserito al 64º posto della lista dei migliori cento film britannici del XX secolo.
La critica ha particolarmente apprezzato la regia di Ivory e la magistrale interpretazione di Hopkins.

## Riconoscimenti
- 1994 - Premio Oscar
  - Candidatura Miglior film a Mike Nichols, John Calley e Ismail Merchant
  - Candidatura Migliore regia a James Ivory
  - Candidatura Miglior attore protagonista a Anthony Hopkins
  - Candidatura Miglior attrice protagonista a Emma Thompson
  - Candidatura Migliore sceneggiatura non originale a Ruth Prawer Jhabvala
  - Candidatura Migliore scenografia a Luciana Arrighi e Ian Whittaker
  - Candidatura Migliori costumi a Jenny Beavan e John Bright
  - Candidatura Miglior colonna sonora a Richard Robbins
- 1994 - Golden Globe
  - Candidatura Miglior film drammatico
  - Candidatura Miglior regista a James Ivory
  - Candidatura Miglior attore in un film drammatico a Anthony Hopkins
  - Candidatura Migliore attrice in un film drammatico a Emma Thompson
  - Candidatura Migliore sceneggiatura a Ruth Prawer Jhabvala
- 1994 - David di Donatello
  - Miglior attore straniero a Anthony Hopkins
  - Migliore attrice straniera a Emma Thompson
  - Candidatura Miglior film straniero a James Ivory
- 1995 - Nastro d'argento
  - Regista del miglior film straniero a James Ivory
- 1994 - Premio BAFTA
  - Miglior attore protagonista a Anthony Hopkins
  - Candidatura Miglior film a Mike Nichols, James Ivory, John Calley e Ismail Merchant
  - Candidatura Migliore regia a James Ivory
  - Candidatura Miglior attrice protagonista a Emma Thompson
  - Candidatura Migliore sceneggiatura non originale a Ruth Prawer Jhabvala
  - Candidatura Migliore fotografia a Tony Pierce-Roberts
- 1994 - Chicago Film Critics Association Award
  - Candidatura Miglior attore protagonista a Anthony Hopkins
- 1994 - Kansas City Film Critics Circle Award
  - Miglior attore protagonista a Anthony Hopkins
  - Miglior attrice protagonista a Emma Thompson
- 1993 - National Board of Review Award
  - Miglior attore protagonista a Anthony Hopkins
- 1993 - Los Angeles Film Critics Association Award
  - Miglior attore protagonista a Anthony Hopkins
- 1993 - New York Film Critics Circle Award
  - Miglior attore protagonista a Anthony Hopkins
- Nel 1999 il British Film Institute l'ha inserito al 64º posto della lista dei migliori cento film britannici del XX secolo.[7]